# عاطف الدخيلي
عاطف الدخيلي من مواليد 4 أبريل 1990 , لاعب كرة قدم تونسي يشغل خطة حارس مرمى مع النادي الإفريقي ,

## مسيرته الكروية
تحصل عاطف الدخيلي على تكوينه كحارس مرمى في نادي جندوبة الرياضية إلى غاية انتقاله إلى النادي الإفريقي سنة 2008 وهو بسن 18 سنة، تعرض إلى إصابة سنة قدومه لنادي الجديد كما كان خارج قائمة المدربين في أغلب الأوقات وينشط في الفريق الثاني لنادي، ذهب إعارة إلى نادي الأولمبي الباجي سنة 2010 ولعب في 26 مباراة، عاد إلى النادي الإفريقي ليجد نفسة مع بداية موسم 2012/2011 الحارس الأول للفريق .

## المسيرة الدولية
شارك عاطف الدخيلي مع المنتخب التونسي أقل من 17 سنة في كأس الأمم الأفريقية لأقل من 17 سنة لسنة 2007 , التي تحصل المنتخب فيها على المقعد الرابع للبطولة مما يخول له المشاركة في كأس العالم لأقل من 17 سنة في كوريا الجنوبية لنفس السنة والتي ترشح فيها المنتخب إلى الثمن النهائي .
التحق بالمنتخب التونسي سنة 2012 عند إستدعائه من المدرب نبيل معلول وشارك مرتين وهو الآن الحارس الثالث للمنتخب .

## إحصائيات
- النادي الإفريقي :	الظهور : 51 مباراة
- الأولمبي الباجي : الظهور : 26 مباراة
- المنتخب التونسي : الظهور : مباراتين .

## الألقاب
- بطولة تونس لسنة 2008 مع النادي الإفريقي
- بطولة شمال إفريقيا لسنة 2009 مع النادي الإفريقي
- بطولة تونس لسنة 2015 مع النادي الإفريقي
- كأس تونس لسنة 2017 مع النادي الإفريقي
- كأس تونس لسنة 2018 مع النادي الإفريقي

## روابط خارجية
- عاطف الدخيلي على موقع قاعدة بيانات كرة القدم.إي يو (الإنجليزية)
- عاطف الدخيلي على موقع Soccerway.com (الإنجليزية)